# LG KU250
LG KU250 – model telefonu komórkowego produkowanego przez firmę LG, który działa w sieciach GSM 900, 1800, 1900 i UMTS 2100.
Oprócz funkcji typowych dla telefonu komórkowego ma wbudowane dwa aparaty cyfrowe, 1,3  Mpx i drugi VGA (do wideo rozmów). LG KU250 ma wyświetlacz o rozdzielczość 176x220 pikseli i wyświetla 262 144 kolorów.

## Dane techniczne
Dane na podstawie.
- Akumulator – litowo-jonowy LiIon, 950 mAh
- Maksymalny czas czuwania w sieci 2G – 180 godzin
- Maksymalny czas rozmów w sieci 2G – 180 minut

- Wymiana danych
  - Technologia pakietowego przesyłania danych – GPRS
  - UMTS
  - HSCSD
  - CSD
  - Łączność bezprzewodowa – Bluetooth
  - USB

- Wiadomości
  - Słownik T9
  - Wysyłanie i odbiór wiadomości tekstowych SMS
  - Wysyłanie i odbiór rozszerzonych wiadomości tekstowych EMS
  - Wysyłanie i odbiór wiadomości multimedialnych MMS
  - Wysyłanie i odbiór wiadomości E-mail

## Wyposażenie i funkcje
Dane na podstawie.

### Aparat
- Cyfrowy aparat o rozdzielczości 1,3 megapiksele (1280x960)
- Drugi aparat o rozdzielczości VGA (640x480)
- Nagrywanie sekwencji wideo w maksymalnej rozdzielczości 176x144 na obu aparatach
- Zbliżenie cyfrowe – 2x (tylko w rozdzielczości 1280x960)

### Muzyka
- Odtwarzacz plików multimedialnych w formacie AAC+, WMA, MP3, WAV, AAC, AMR, WMV, MP4,

### Organizer
- Budzik
- Kalendarz
- Kalkulator
- Dyktafon

### Oprogramowanie
- Obsługa aplikacji JAVA oraz gier JAVA
- Przeglądarka obsługująca formaty WAP, HTML i xHTML

## Nagrody
Telefon wygrał zorganizowany przez GSM Association konkurs 3G For All (3G dla wszystkich).